# João de Abreu (político)
João de Abreu (4 de julho de 1888 — 28 de outubro de 1976) foi um advogado, odontólogo e político brasileiro.
Foi governador de Goiás, de 9 de agosto de 1936 a 3 de setembro de 1937. tendo exercido ainda o mandato de deputado federal entre os anos de 1946 e 1959.

## Biografia
João d’Abreu nasceu na vila brasileira de Santa Maria de Taguatinga (à época no estado de Goiás, hoje se denomina Taguatinga, no Tocantins), no dia 4 de junho de 1888, filho de José d’Abreu Caldeira e de Ricarda de Alcântara e Silva. João foi casado com Francisca do Espírito Santo Pereira d’Abreu e, em segundas núpcias, com Eva Aires de Abreu, vindo a falecer em Goiânia no dia 27 de outubro de 1976.